# Calf of Flotta
Pour les articles homonymes, voir Calf.
Calf of Flotta est une île inhabitée du Royaume-Uni située dans l'archipel des Orcades en Écosse.